# Oorkwab
De oorkwab is een structuur die voorkomt bij bepaalde hagedissen, meer specifiek uit de familie kameleons (Chamaeleonidae). De oorkwab is een vergroeisel van de huid aan weerszijden van de kop, de kwabben zijn gelegen achter het oog. Bij sommige soorten kunnen ze worden opgezet om te imponeren. 
Ondanks haar naam speelt de oorkwab geen rol bij het gehoor van de kameleon, die geen gehoorgang heeft. De hagedissen zijn weliswaar niet doof, maar hebben slechts een beperkt hoorvermogen.